# ハル (DD-350)
ハル (USS Hull, DD-350) は、アメリカ海軍の駆逐艦。ファラガット級駆逐艦の1隻。艦名は米英戦争や第一次バーバリ戦争で活躍したアイザック・ハル代将にちなむ。その名を持つ艦としては3隻目。

## 艦歴
「ハル」はブルックリン海軍工廠で1933年3月7日に起工し、1934年1月31日にパトリシア・ルーズ・プラット夫人によって進水。艦長R. S. ウェントワース中佐の指揮下で1935年1月11日に就役する。就役後はアゾレス諸島、ポルトガルおよびイギリス方面に整調のための巡航を行い、1935年10月19日にサンディエゴに到着。以降は太平洋艦隊の一員として、サンディエゴを拠点に戦術演習や訓練を行った。1936年夏にはアラスカ方面を行動し、1937年4月にはハワイ方面での艦隊演習に加わる。世界情勢が緊迫する中、「ハル」はしばしば太平洋方面で空母直衛艦任務を務め、1939年10月12日に母港が真珠湾に変更になったあとも従前の任務を継続した。

### 1941 - 1942年
1941年12月7日の真珠湾攻撃の際、「ハル」は駆逐艦母艦「ドビン (USS Dobbin, AD-3) 」に横付けして修理中であったが、対空砲火で応戦した。攻撃は戦艦に対するものが主体だったため「ハル」は被害を受けず、翌日には真珠湾攻撃前から外洋で行動中だった空母「エンタープライズ (USS Enterprise, CV-6) 」の出迎えのため、真珠湾を出港した。1942年に入ると、ハルはウィルソン・ブラウン中将率いる第11任務部隊に編入され、空母「レキシントン (USS Lexington, CV-2) 」の直衛を務める。ソロモン諸島方面に進撃した日本軍を攻撃する第11任務部隊とともに行動し、3月26日に真珠湾に帰投。以降3カ月間は真珠湾とサンフランシスコ間で護衛任務につき、5月の珊瑚海海戦や6月のミッドウェー海戦には不参加だった。「ハル」は南方からの反撃のためフィジーに進出し、7月26日にソロモンの戦場に向けて出撃。8月7日から8日にかけてのガダルカナル島上陸作戦では、艦砲射撃と対潜警戒にあたった。次の日には日本機の空襲を受けたものの、対空砲火でそのうちの何機かを撃墜した。この空襲で兵員輸送艦「ジョージ・F・エリオット (USS George F. Elliott, AP-13) が被弾炎上して維持が困難となり、「ハル」がその処分にあたった。8月9日にはガダルカナル島沿岸でスクーナーを撃沈し、夕方にエスピリトゥサント島に向かった。戦いの行く末が定かでなかった数週間の間、「ハル」はガダルカナル島向けの輸送船団護衛を三度行い、9月9日と14日には攻撃を受けたものの、被害はなかった。10月20日に真珠湾に帰投し、1942年の残りの期間は戦艦「コロラド (USS Colorado, BB-45) 」とともにニューヘブリディーズ諸島近海で行動した。

### 1943 - 1944年
1943年1月29日、「ハル」は修理のためサンフランシスコに回航され、2月7日に到着。修理完了後、アラスカ方面に向かい、4月16日にアダックに到着。以後、アリシューシャン方面で戦艦および巡洋艦との合同演習を行った。5月のアッツ島の戦いの参加し、7月から8月にかけてはキスカ島への艦砲射撃に加わった。8月15日にはキスカ島上陸のコテージ作戦に参加したが、日本軍はすでに撤退したあとだった。アリューシャン方面の作戦が一段落すると、「ハル」は9月26日に真珠湾に帰投した。3日後、ウェーク島攻撃のため出撃し、アルフレッド・E・モントゴメリー少将の第14任務部隊の一艦として10月のウェーク島攻撃に参加した。この攻撃は、真の攻撃目標であるギルバート諸島から目をそらすために行われ、本番のガルヴァニック作戦では11月20日にマキン島を砲撃し、輸送船団を護衛して12月7日に真珠湾に帰投した。このあと、「ハル」は水陸両用戦の訓練のためオークランドに向かい、12月21日に到着した。
1944年1月13日、「ハル」は第53任務部隊に加わってサンディエゴを出撃し、マーシャル諸島に向かう。1月31日からのクェゼリンの戦いでは直衛任務につき、次いでエニウェトクの戦いやマジュロでの哨戒にも加わった。戦艦や空母任務部隊とも行動をともにして、3月18日にはミリ環礁に対して「壊滅的な」艦砲射撃を実施し、3月22日にもウォッジェ環礁に対して艦砲射撃を行った。3月23日、ハルは駆逐艦「ハルゼー・パウエル(USS Halsey Powell, DD-684) 」、護衛駆逐艦「マンラヴ(USS Manlove, DE-36)、駆潜艇「PC-1135 (USS PC-1135) 」と共に対潜部隊を組み、潜水艦「伊32」の迎撃に向かった。3月24日4時22分、「マンラブ」のレーダーが5マイル先で浮上航走中の「伊32」を探知。3,000ヤードの距離まで接近したところ、相手は急速潜航していった。その後すぐに潜航中の「伊32」をソナー探知。最初に「ハルゼー・パウエル」が爆雷攻撃で爆雷を全て消費した。続けて、「マンラブ」がヘッジホッグと爆雷による攻撃を行い、「PC-1135」もマウストラップを使用して攻撃に参加した。その結果、「伊32」を撃沈した。4月29日から30日にはトラック諸島再攻撃を支援し、5月4日にマジュロに帰投した。マリアナ諸島進撃を控え、「ハル」はウィリス・A・リー少将の戦艦部隊に加わり、サイパン島上陸作戦では6月13日に掃海艇の援護で砲撃を行い、6月15日の上陸作戦当日には洋上で哨戒を行った。2日後、マーク・ミッチャー中将の第58任務部隊の掩護にまわり、第58.2任務群の一艦として6月19日のマリアナ沖海戦を戦い、日本機の空襲を撃退した。また、味方の操縦士を救助した。7月からのグアムの戦いにも空母任務部隊の掩護で参加して、7月21日以からはグアム近海での哨戒任務についた。その後、8月に戦場を離れて8月25日にシアトルに到着。修理のあと、10月23日に出港して真珠湾に向かった。

### コブラ台風
戦線に戻った「ハル」は、第3艦隊（ウィリアム・ハルゼー大将）に迎え入れられる。11月20日に真珠湾を出港し、ウルシー環礁に到着後、補給支援担当の第30.8任務群を護衛することとなった。12月10日、第38任務部隊（ジョン・S・マケイン・シニア中将）はミンドロ島の戦いの支援のためウルシーを出撃し、ハルも僚艦「エールウィン (USS Aylwin, DD-355) 」「デューイ(USS Dewey, DD-349) 」および「モナハン (USS Monaghan, DD-354) 」とともに第30.8任務群の護衛でウルシーを出撃した。第38任務部隊の洋上燃料補給は12月17日に予定されていたが、その当日からコブラ台風の中に入り始め、12月18日にかけて大きく翻弄されることとなった。大艦隊が90ノットを越える暴風と低気圧の中をさまよう結果となり、その中でハルは針路を140度にするよう命じられたが、暴風はついに100ノットを越えるにいたった。「ハル」は、前日まで艦艇あての郵便物の大半を配達していたが、8袋の郵便物が残っていた。12月18日11時の時点で、「ハル」は鉄あるいは山のような高波に翻弄され、80度ないし100度に針路を固定したものの、ホエールボートと爆雷が流出した。傾斜は70度を記録し、海水が操舵室に流れ込み始めた上に暴風が行き足を止めた。十分な荒天対策をとっていたとはいえ激しい波風の前には無力であり、ハルのマークス艦長は「上部構造物は80度にまで傾斜した。私は海水が艦橋に流れ込むまで頑張っていたが、退艦後にハルを見てみると、海上で大きく揺さぶられていた」と証言している。海水を注入すれば70度以上の傾斜から逃れた可能性もあったが、乗組員は「規定どおりのバラストを搭載しているから大丈夫だろう」と高をくくっていた節があった。やがて海水流入が限度に達し、「ハル」は85度から90度以上の傾斜を記録して横転し、沈没していった。
護衛駆逐艦「タッバーラー (USS Tabberer, DE-418) 」などの艦艇および航空機は大規模な捜索を行い、マークス艦長以下士官7名を含む68名の乗組員を救助した。救助の内訳は「タッバーラー」が41名、護衛駆逐艦「ロバート・F・ケラー (USS Robert F. Keller, DE-419) が13名、駆逐艦「コグスウェル(USS Cogswell, DD-651) 」が1名、「ブラウン(USS Brown, DD-546)  」が13名であった。艦船が鉄の棺おけになるまでの間に、司令官が安全なコースにつかせる義務があったのではないかという議論が生じたが、上層部があいまいな形で議論を終わらせた。コブラ台風の一件はハーマン・ウォークが書いた『ケイン号の叛乱』の、特にクライマックスの部分にアイデアを与えた。また、副長は作家、ジャーナリストのグレイル・マーカスの父である。
「ハル」は第二次世界大戦中の功績により10個の従軍星章を受章した。